# エプロンステージ

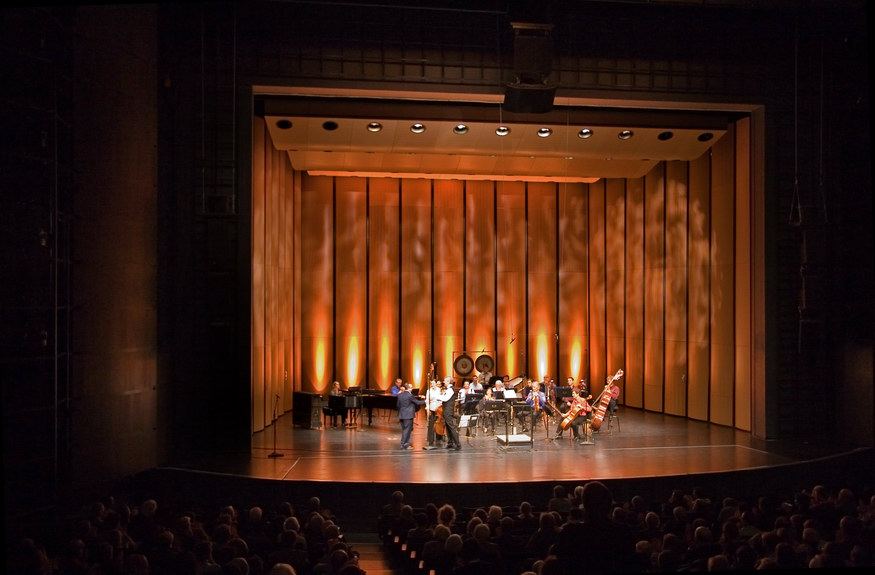

エプロンステージ・エプロンは、劇場においてプロセニアム・アーチより観客席側に舞台を延長する部分をいう。
多くの舞台の端は少し湾曲しており、小さなエプロンになっている。観客席側に大きく突き出した演技スペースすなわち大きなエプロンを持つ劇場もある。
エプロンステージはスラストステージの別名としても用いられる。